# Ostilio Ricci

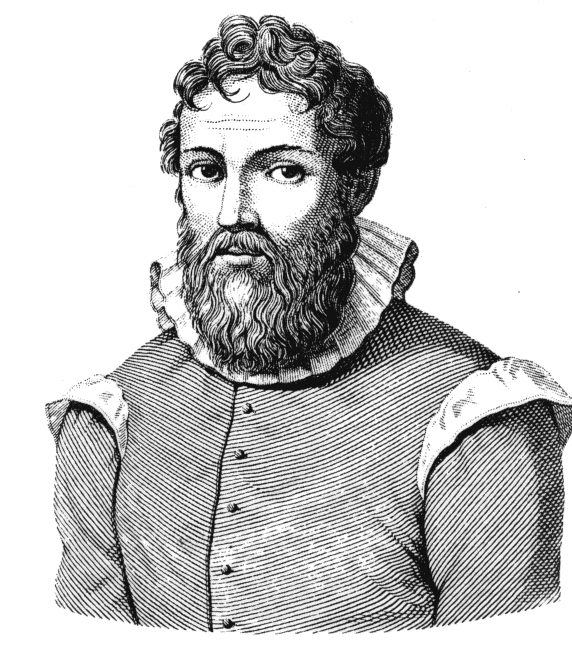
Ostilio Ricci

Ostilio Ricci (Fermo, 27 september 1540 – Florence, 4 mei 1603) was een Italiaans wiskundige en architect.
Hij was professor aan de Accademia dell'Arte del Disegno, de kunstacademie die de schilder Giorgio Vasari in 1561 te Florence oprichtte. Rond 1580 stelde groothertog van Toscane Francesco I de' Medici hem aan als wiskundige aan zijn hof.
Als vriend van de familie onderwees hij Galileo Galilei van 1582 tot 1583 in de meetkunde. Hij herkende diens genie en overtuigde de vader van Galilei, Vincenzo, dat Galileo zijn studie medicijnen kon laten schieten voor de wis- en natuurkunde.

## Referentie
- L. Ricci, art. Ostilio Ricci, 1Ricci.com (2006).